# Parti pirate Suisse
Pour Parti pirate, voir Liste des partis pirates.
Le Parti Pirate Suisse (PPS) (en allemand Piratenpartei Schweiz (PPS)), en italien Partito Pirata Svizzera (PPS), en romanche Partida da Pirats Svizra (PPS)) est un parti politique suisse.
Le Parti Pirate Suisse ne se positionne pas sur l'échiquier politique. Il entend incarner une démarche démocratique, humaniste, libérale et progressiste et souhaite construire une société ouverte, transparente et respectueuse des libertés individuelles s'appuyant sur les bénéfices de la révolution de l'information. Il est membre de la Société numérique, du Parti pirate international et du Parti pirate européen.

## Histoire
Le Parti pirate Suisse fut fondé le 12 juillet 2009 à Zurich par 150 personnes et compte plus de 2000 membres en 2012. Basé sur le modèle du Parti Pirate suédois et affilié au Parti Pirate International et au Parti pirate européen, il est présent dans la quasi-totalité des cantons. Il prône notamment la protection des données personnelles, s'oppose aux monopoles et désire une gouvernance transparente ainsi que l'accès libre et gratuit à la connaissance et à la culture pour tous.

## Élections
Allié aux Vert'libéraux lors des élections communales de Winterthour du 7 mars 2010, Marc Wäckerlin est élu au parlement de la ville avec 1,7 % des voix.
Le Parti Pirate se présente aux élections fédérales suisses de 2011 en déposant des listes dans sept cantons mais n'obtient aucun siège.
Le 11 mars 2012, dans le canton de Fribourg, Charly Pache obtient 3,9 % à l'élection pour le Conseil des États.
Alex Arnold est élu maire de la commune de Eichberg (Saint-Gall) le 23 septembre 2012.
Stefan Thöni, dans le Canton de Zoug a obtenu 4,4 % aux élections pour le Conseil des États
Le 8 janvier 2016, Jolanda Spiess-Hegglin, députée cantonale zougoise impliquée dans un scandale autour d'une éventuelle drogue du violeur fin 2014, quitte Les Verts et rejoint le PPS octroyant ainsi au PPS son premier élu au niveau d'un législatif cantonal.
Guillaume Saouli est élu conseiller communal à Gimel (Vaud) le 28 février 2016.
Le 9 février 2020, dans le canton de Vaud, Jean-Marc Vandel a obtenu 5,2 % aux élections au conseil d'état vaudois.

## Soutien à WikiLeaks
Le 3 décembre 2010, à la suite des révélations de télégrammes de la diplomatie américaine par WikiLeaks, le site « émigre » en Suisse en passant de l'adresse wikileaks.org à wikileaks.ch. Le nom de domaine avait été réservé six mois plus tôt par le Parti Pirate Suisse. 
Durant le mois de novembre 2010, un premier contact avait établi avec le fondateur de WikiLeaks, Julian Assange.
Pascal Gloor, vice-président du Parti Pirate Suisse, dira à ce propos : « Le journalisme d’investigation est garant du bon fonctionnement de la démocratie, et c’est pourquoi l’existence de sites tels que Wikileaks est fondamentale. ».